# Біогрупа вікових буків
«Біогрупа вікових буків» — ботанічна пам'ятка природи місцевого значення. Пам'ятка природи розташована на території Збаразького району Тернопільської області, с. Зарубинці, Збаразьке лісництво, кв. 29 в. 20, лісове урочище «Залужжя».
Площа — 0,20 га, статус отриманий у 1994 році.